# 1424
سنة 1424 كانت سنة كبيسة تبدأ يوم السبت (الرابط يظهر نموذج التقويم الكامل للسنة) من التقويم اليولياني.

## مواليد
- أبو سعيد ميرزا
- إيزابيلا أميرة تارنتو
- بلانكا الثانية ملكة نافارا
- فلاديسلاف الثالث

## وفيات
- الإمبراطور يونغلي.
- ارنست الحديدي.
- البزازي.
- الخواجة علي الصفوي.
- عبد الكريم الجيلي.
- يان جيجكا.
- ميجات إسكندر شاه، ثاني سلاطين ملقا.